# The Big Pink
The Big Pink son una banda de rock alternativo de Londres, formada por los multinstrumentistas Robertson "Robbie" Furze, Mary Charteris, Nicole Emery y Bradford Lee Conroy. Inicialmente fueron un dúo, formado por Robbie y Milo Cordell. El dúo firmó con el sello discográfico independiente 4AD en 2009 y ganó el premio NME Philip Hall Radar Award por mejor artista nuevo. Hasta la fecha, han lanzado cinco sencillos, con su álbum debut A Brief History of Love lanzado en septiembre de 2009. Su segundo álbum, Future This, fue lanzado en enero de 2012.

## Historia
Robertson "Robbie" Furze y Milo Cordell empezaron a trabajar juntos como The Big Pink en 2008. Furze había trabajado anteriormente como guitarrista de Alec Empire y Cordell había sacado discos a través de su sello discográfico Merok Records, como el segundo sencillo de Klaxons.
A mediados de 2007 se formaron como dúo y, en octubre de 2008, lanzaron su primer sencillo "Too Young to Love" en edición limitada (500 copias). En febrero de 2009, The Big Pink firmó con el sello discográfico británico 4AD. El 25 de febrero de 2009, la banda ganó el premio NME Philip Hall Radar Award por mejor artista nuevo. En abril, 4AD lanzó el primer sencillo del dúo para la discográfica, "Velvet", y, en junio de ese mismo año, lanzó "Stop the World".
El álbum debut de Big Pink, A Brief History of Love, salió el 14 de septiembre de 2009 , una semana después del lanzamiento del cuarto sencillo del grupo, "Dominos". El álbum fue producido por la misma banda en los Electric Lady Studios de Nueva York. 
El segundo álbum de la banda, Future This, salió en enero de 2012. 
En febrero de 2013, Furze anunció en la página de Facebook de la banda que Cordell dejaba la banda y se mudaba permanentemente a Nueva York para centrarse en su sello Merok Records. A pesar de ello, la producción del tercer álbum continuó con la participación de varios músicos y productores como The-Drum, Supreme Cuts, Van Rivers, John O'Mahoney y Andrew Wyatt de Miike Snow. Actualmente, la banda se encuentra en un estudio de Los Angeles, CA, trabajando en su tercer álbum, cuyo lanzamiento está previsto para verano de 2017.
El 26 de enero de 2016, Big Pink lanzó un vídeo de la canción "Hightimes" seguido de un EP de 4 canciones titulado Empire Underground.
En 2022, la banda lanzó el sencillo "No Angels", producido por Tony Hoffer, de su tercer álbum The Love That's Ours .

## Miembros
Miembros actuales
- Robertson "Robbie" Furze – Voz, guitarra, programador
- Nicole Emery - Bajo
- Bradford Lee Conroy - Batería
- Mary Charteris - Voz, programador

Miembros antiguos
- Milo Cordell[3] – Programador, teclados, sintetizadores, voz

Personal adicional antiguo
- Akiko Matsuura (de Pre, Comanechi, Sperm Javelin) – Batería, voz
- Jo Apps (hermana de Patrick Wolf) – Coros
- Valentine Fillol-Cordier (modelo) – Coros
- Daniel O'Sullivan (de Ulver, Guapo, Sunn O))), et al.) – Varios instrumentos
- Vicky Jean Smith - Batería
- Leopold Ross – Bajo
- Adam Prendergast – Bajo (en directo)

## Discografía

### Álbumes
- A Brief History of Love (2009)
- Future This (2012)

### Sencillos
- «Too Young to Love» (2008)
- «Velvet» (2009)
- «Stop the World» (2009)
- «Dominos» (2009)
- «Velvet» (relanzamiento) (2010)
- «Tonight» (2010)
- «At War with the Sun» (solo promocional) (2010)
- «Stay Gold» (2011)
- «Hit the Ground (Superman)» (2012)

### EP
- This Is Our Time (2009)

### Compilaciones
- «Tapes» – !K7

## Videos musicales
| Año  | Video                       | Director     |
| ---- | --------------------------- | ------------ |
| 2008 | "Too Young to Love"         | Rob Hawkins  |
| 2009 | "Velvet"                    | Rob Hawkins  |
| 2009 | "Stop the World"            | John Nolan   |
| 2009 | "Dominos"                   | Tim Saccenti |
| 2010 | "Tonight"                   | Rob Hawkins  |
| 2011 | "Stay Gold"                 | Ollie Murray |
| 2011 | "Hit the Ground (Superman)" | Tim Brown    |
| 2012 | "Give It Up"                |              |